# Svetlana Podobedova
Svetlana Podobedova (en kazajo: Светлана Подобедова; Zima, URSS, 25 de mayo de 1986) es una deportista kazaja (hasta 2006 compitió bajo la bendera de Rusia) que compitió en halterofilia. Está casada con el halterófilo Vladimir Sedov.
Participó en los Juegos Olímpicos de Londres 2012, obteniendo una medalla de oro en la categoría de 75 kg; medalla que perdió posteriormente por dopaje.
Ganó cinco medallas en el Campeonato Mundial de Halterofilia entre los años 2005 y 2015, y dos medallas de oro en el Campeonato Europeo de Halterofilia, en los años 2004 y 2005.

## Palmarés internacional
| Representando a Rusia      |                          |                   |           |
| Campeonato Mundial         |                          |                   |           |
| Año                        | Lugar                    | Medalla           | Categoría |
| 2005                       | Doha (Catar)             | Medalla de bronce | 75 kg     |
| Campeonato Europeo         |                          |                   |           |
| Año                        | Lugar                    | Medalla           | Categoría |
| 2004                       | Kiev (Ucrania)           | Medalla de oro    | 75 kg     |
| 2005                       | Sofía (Bulgaria)         | Medalla de oro    | 75 kg     |
| Representando a Kazajistán |                          |                   |           |
| Juegos Olímpicos           |                          |                   |           |
| Año                        | Lugar                    | Medalla           | Categoría |
| 2012                       | Londres (Reino Unido)    | DSC               | 75 kg     |
| Campeonato Mundial         |                          |                   |           |
| Año                        | Lugar                    | Medalla           | Categoría |
| 2009                       | Goyang (Corea del Sur)   | Medalla de oro    | 75 kg     |
| 2010                       | Antalya (Turquía)        | Medalla de oro    | 75 kg     |
| 2011                       | París (Francia)          | Medalla de plata  | 75 kg     |
| 2015                       | Houston (Estados Unidos) | Medalla de bronce | 75 kg     |